# Hoplia coerulea

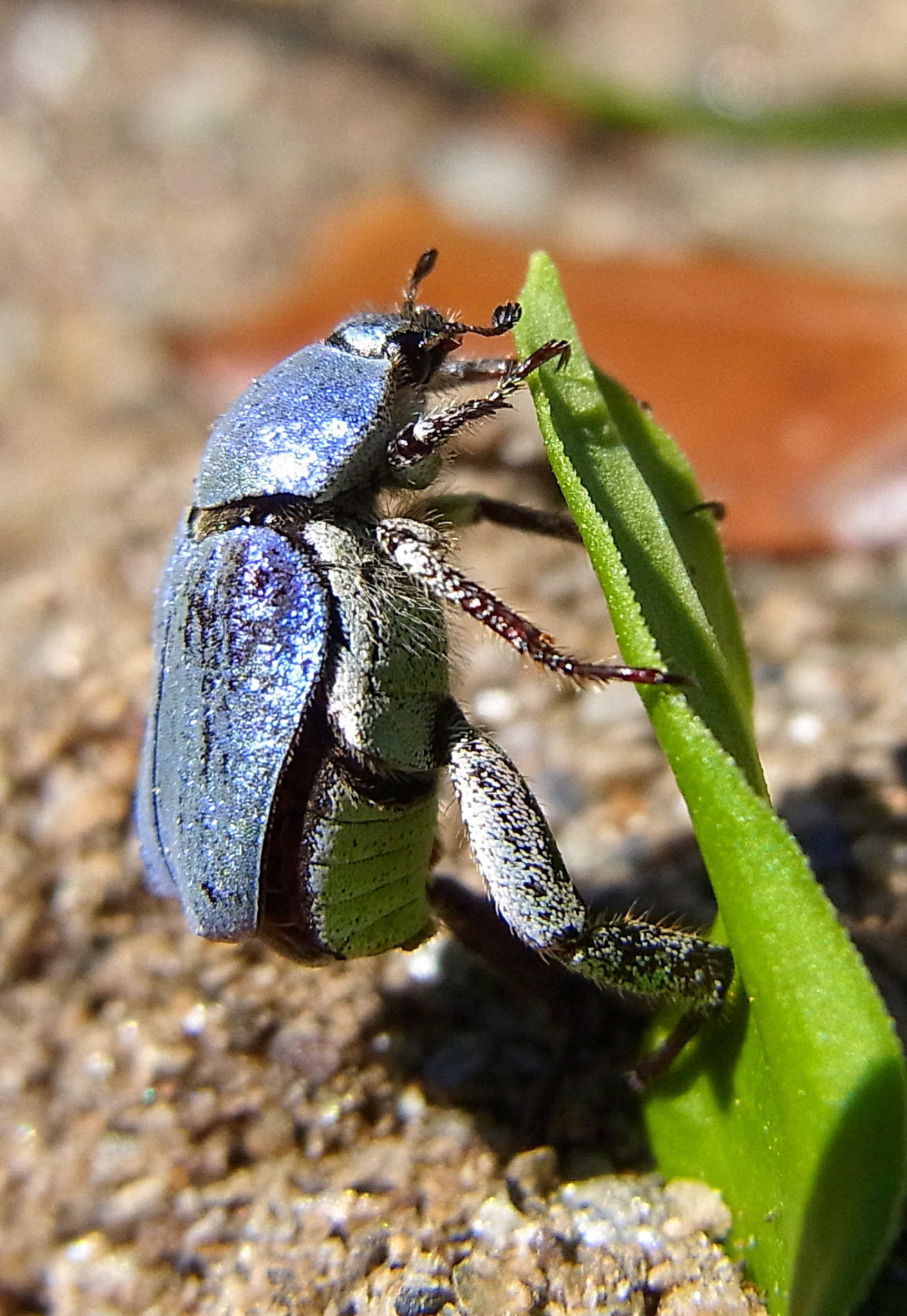
Abb. 1: Männchen

Hoplia coerulea ist ein Käfer aus der Familie Rutelidae, die zu den Blatthornkäfern im weiteren Sinn gehört.  Die Gattung Hoplia ist in Europa mit 39 Arten vertreten. Die durch ihre irisierende Färbung auffallende Art coerulea wird nur in Südwesteuropa gefunden. Die auf Mallorca gefundenen Tiere wurden als Unterart Hoplia coerulea cosimii beschrieben, diese Auffassung hat sich jedoch nicht durchgesetzt.
Der Artname coerulea von lat. "coerūlĕus" für "blau" bezieht sich auf die auffallend himmelblaue Beschuppung des männlichen Käfers. Der Gattungsnamens Hoplia  ist von altgr. ὀπλή  "hoplē" für den "ungespaltenen Huf" abgeleitet und spielt darauf an, dass an den Hinterbeinen die Kralle nicht als Krallenpaar ausgebildet ist, sondern die Hintertarsen nur noch eine Kralle aufweisen.

## Merkmale des Käfers
Der acht bis zehn Millimeter lange Käfer ist plump gebaut. Die Oberseite ist beim Männchen mit irisierend azurblauen Schuppen dicht besetzt, beim Weibchen ist die Beschuppung weniger dicht und braun. Bei beiden ist die Unterseite gold- bis silberfarben beschuppt. Die Farbe der Männchen ist durch die Mikrostruktur der etwa 3,5 Mikrometer dicken Schuppen erklärbar, in denen etwa 22 parallele Chitinschichten liegen, die auf der Oberseite durch kleinräumig parallel liegende Stäbchen beschichtet sind. Bei Absorption von Wasser verschiebt sich die Farbe in den Bereich von smaragdgrün.
Der Kopfschild ist am Vorderrand, insbesondere an den Ecken, aufgeworfen und leicht nach innen gebuchtet. Er verdeckt die Oberlippe und die Oberkiefer. Die Fühler sind in beiden Geschlechtern neungliedrig, was beispielsweise bei Hoplia praticola nicht der Fall ist. Sie enden in einer dreigliedrigen fächerförmig spreizbaren Keule. 
Der Halsschild ist am Vorderrand am schmalsten und ohne häutigen Saum, hinter der Mitte am breitesten. Der Hinterrand hat vorspringend Außenecken und ist kurz davor nach innen ausgerandet.  
Die Beine sind kräftig, die Vorderbeine als Grabbeine ausgebildet. Die Vorderschienen tragen am Außenrand drei Zähne, von denen der mittlere rechtwinklig von der Schienenfläche absteht und dem basalen Zahn genähert ist (auf dem Taxobild bei größerer Auflösung erkennbar). Auf der Innenseite fehlt der bewegliche Dorn, den wir bei verwandten Arten finden. Die breiten Hinterschienen und Hinterschenkel verlaufen annähernd parallel (Abb. 1). An allen Schienen fehlt ein Enddorn. An Vorder- und Mitteltarsen sind die Innenklauen deutlich schwächer ausgebildet als die Außenklaue, bei den Hintertarsen fehlt die Innenklaue. Alle Klauen sind ungespalten.

## Biologie
Man findet den Käfer von Mai bis August auf Wiesen entlang Wasserläufen von Meereshöhe bis in Berglagen. Er tritt meist gesellig auf. Zur Paarungszeit sitzen die Männchen auf erhöhter Stelle (Büsche, hohe Stauden) in vollem Sonnenschein. Sie verharren regungslos, wobei ein oder beide Hinterbeine nach hinten und oben abgespreizt werden. Die gewöhnlich im Boden oder der Vegetation versteckten Weibchen suchen bei Paarungsbereitschaft unvermittelt die Männchen auf und kopulieren. Bei einer Filmaufnahme wurde eine Kopulationszeit von nur dreizehn Sekunden dokumentiert.
Für die Gattung wird angegeben: Die Eier werden in die Erde abgelegt. Die nach etwa zwei Wochen schlüpfenden Larven ernähren sich von Wurzeln. Die Imagines ernähren sich hauptsächlich von Süßgräsern.

## Gefährdung und Schutz
Das Ausbreitungsvermögen der Art ist sehr beschränkt, an den isolierten Fundstellen dagegen kommt der Käfer oft massenweise vor. Durch die anthropogenen Veränderungen entlang der Wasserläufe verschwinden immer mehr Populationen. In Spanien wird der Käfer als gefährdet eingestuft. Als Schutzmaßnahmen werden Habitatsschutz und Sammelverbot vorgeschlagen.

## Verbreitung
Die Art kommt nur in Westeuropa vor, Meldungen liegen nur aus Spanien, Frankreich, den Balearen und der Schweiz vor. In Frankreich fehlt der Käfer nördlich der Loire, in Spanien ist sein Vorkommen auf den Nordwesten beschränkt. Aus Nordafrika liegen nur alte Funde vor.